# Spilosoma papuana
Spilosoma papuana là một loài bướm đêm thuộc phân họ Arctiinae, họ Erebidae.